# Maja Radohimës
Maja Radohimës – szczyt w Górach Dynarskich. Leży w północnej Albanii, w okręgu Malësi e Madhe, blisko granicy z Czarnogórą. Należy do pasma Gór Północnoalbańskich.